# K-bZIP
K-bZIP, aussi connue sous le nom de RAP et K8α, est une phosphoprotéine homodimérique de 237 acides aminés. Elle fait partie de la famille des basic leucine zipper proteins (bZIP), qui contiennent une glissière à leucine. Elle se localise dans le cytoplasme, mais surtout dans le noyau de la cellule.

## Description
Le basic leucine zipper domain (bZIP) se trouve à l’extrémité C-terminale de K-bZIP et est impliqué dans la dimérisation et la fixation de l’ADN. K-bZIP est également une protéine sumoylée, au niveau de la lysine 158, surtout par SUMO 1 et quelquefois par SUMO2/3 et la structure secondaire de la lysine est une hélice α. Voici la séquence de K-bZIP :
```
  1 mprmkdiptk sspgtdnsek deavieedls lngqpfftdn tdggenevsw tssllstyvg
 61 cqppaipvce tvidltapsq sgapgdehlp cslnaetkfh ipdpswtlsh tpprgphisq
121 qlptrrskrr lhrkfeeerl ctkakqgagr pvpasvvkae vcdqshsptr kqgrygrvss
181 kaytrqlqqa leekdaqlcf laarleahke qiiflrdmlm rmcqqpaspt daplppc
```

La séquence de  K-bZIP dérive de trois exons (E1, E2, E3) et un exon non traduit (E4) via l’épissage de l’ARNm de K8 ORF. E2 correspond au domaine basique et E3 à la glissière à leucine. Lin et al., ont découvert trois isoformes différentes (I, II, III) pour K-bZIP (contenu dans ORF50-K8). L’ARN de type I, qui est le transcrit dominant, code K-bZIP et contient E1, E2 et E3. L’ARN de type II, code une protéine presque identique à K-bZIP, mais il lui manque la glissière à leucine car il a omis l’épissage de E3. Pour  sa part, l’ARN de type III, le moins abondant, a omis d’épisser E1 et E2 et code une protéine qui correspond seulement à ORF K8.

## Fonctions de K-bZIP
K-bZIP est un facteur de transcription qui module, entre autres, les fonctions de la protéine K-Rta (ORF50). En effet, K-bZIP réprime la transactivation du promoteur de ORK57 de K-Rta. Lorsque K-bZIP recrute Ubc9 il y a sumoylation au niveau de la lysine 158. Cette sumoylation joue un rôle très important dans la répression transcriptionnel de K-Rta par K-bZIP, ce qui fait de ce dernier un SUMO adaptateur. Des résultats récents suggèrent que K-bZIP est impliqué dans un feedback pour arrêter sa propre expression et peut-être l’expression de gènes primitif activé par K-Rta. De plus, nous savons que K-bZIP ne peut pas activer seul le cycle lytique de réplication du virus de l’herpès 8 humain.
Lorsqu’il y a interaction direct du domaine basique de K-bZIP avec la cyclin-CDK2 dans le noyau, cela provoque l’inhibition de l’activité de la CDK2 kinase, le prolongement de la phase G1 et l’induction de p21 et p27. L’allongement de la phase G1 pourrais donner plus de temps au virus de compléter la transcription et la traduction des gènes viraux ainsi que la réplication de l’ADN viral avant que la cellule ait fini sa propre réplication. De plus, CDK2 peut phosphoriler in vitro K-bZIP au niveau de la thréonine 111 et sérine 187, ce qui peut potentiellement modifier les fonctions de K-bZIP.
Récemment, plusieurs chercheurs ont démontré l’interaction entre la protéine p53 et K-bZIP. Ce dernier inhibe l’apoptose induite par p53 pour augmenter la prolifération cellulaire et faciliter la réplication virale. De plus, Joonho Choe et al. ont démontré que la glissière à leucine (ZIP) est essentielle, mais non suffisante, pour interagir avec p53, et que bZIP est suffisant pour se fixer et interagir avec p53. Cette interaction va donc inhiber l’activité transcriptionnelle de p53.

## Pathologie associée

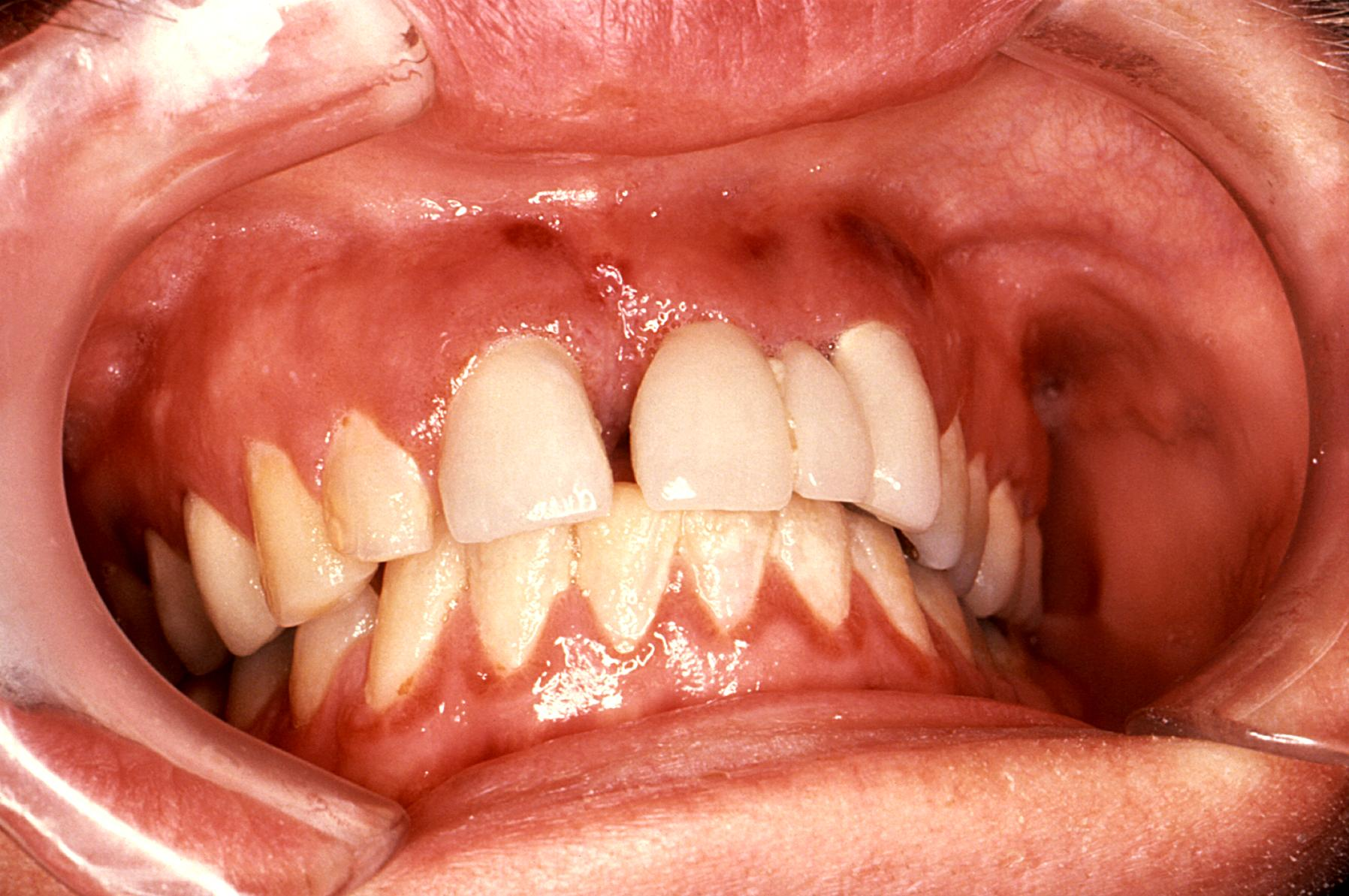
Sarcome de Kaposi,sur gencives, atteinte légère

Sarcome de Kaposi,sur gencives, avec candidose (voile blanchâtre)

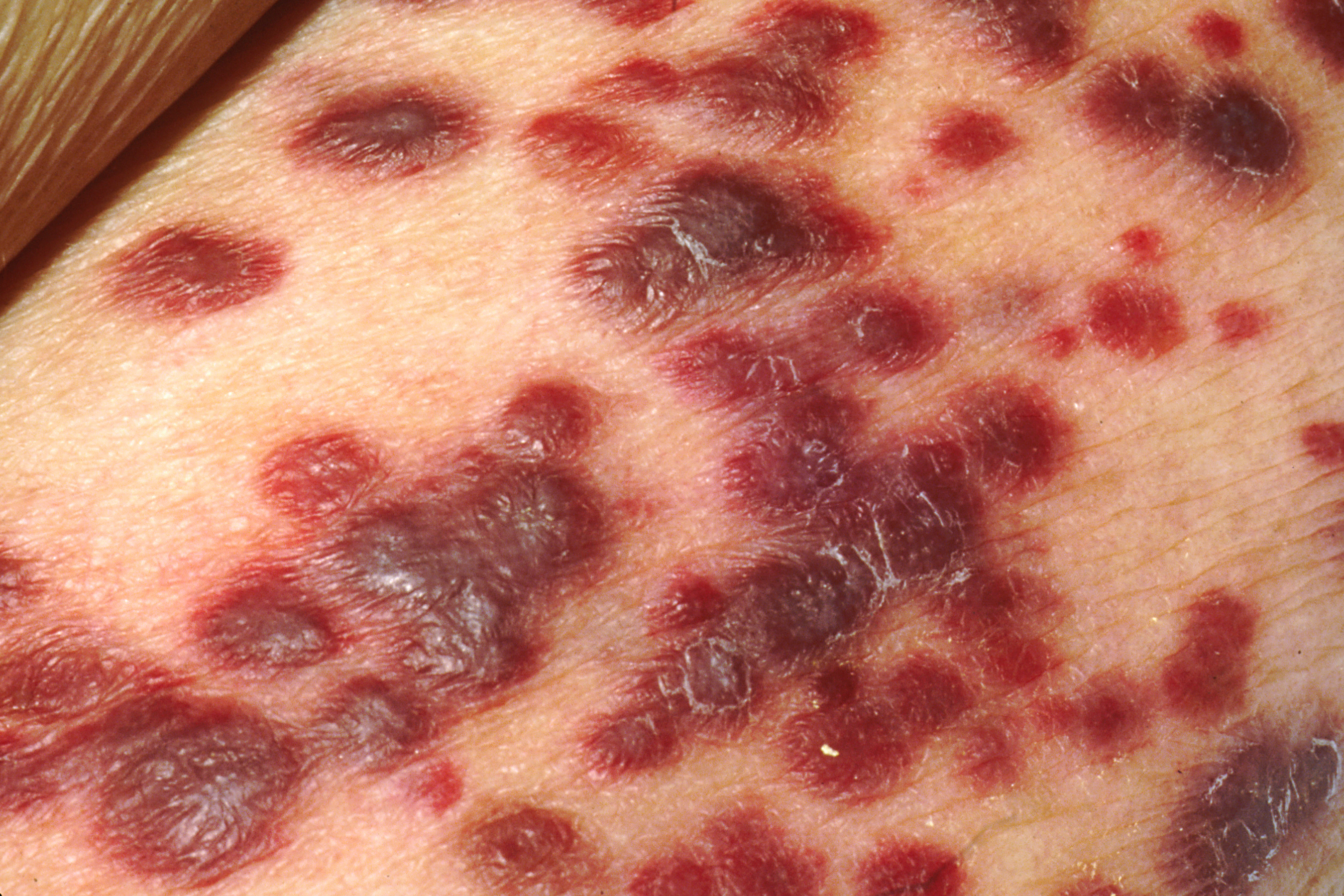
Lésions cutanées d'un sarcome de Kaposi

L’association entre le sarcome de Kaposi et le virus de l’herpès 8 humain (KSHV) a été découvert en 1994. Le KSHV est associé à toutes les formes de sarcome de kaposi (incluant le SIDA associé au sarcome de kaposi, les formes endémiques de KS et les transplantations rénales liées au KS). Il est aussi impliqué dans les maladies lymphoproliférative des cellules-β, comme  "primary effusion lymphoma" (PEL) et la maladie "multicentric Castleman's". La plupart des cellules des tumeurs du sarcome de Kaposi sont infectées par le KSHV.

## Numéro d’accès de K-bZIP sur différente banque de données
- Pubmed : 16014952
- Protein entrez : AAD21530